# Heiliggeistkirche (Rohatyn)

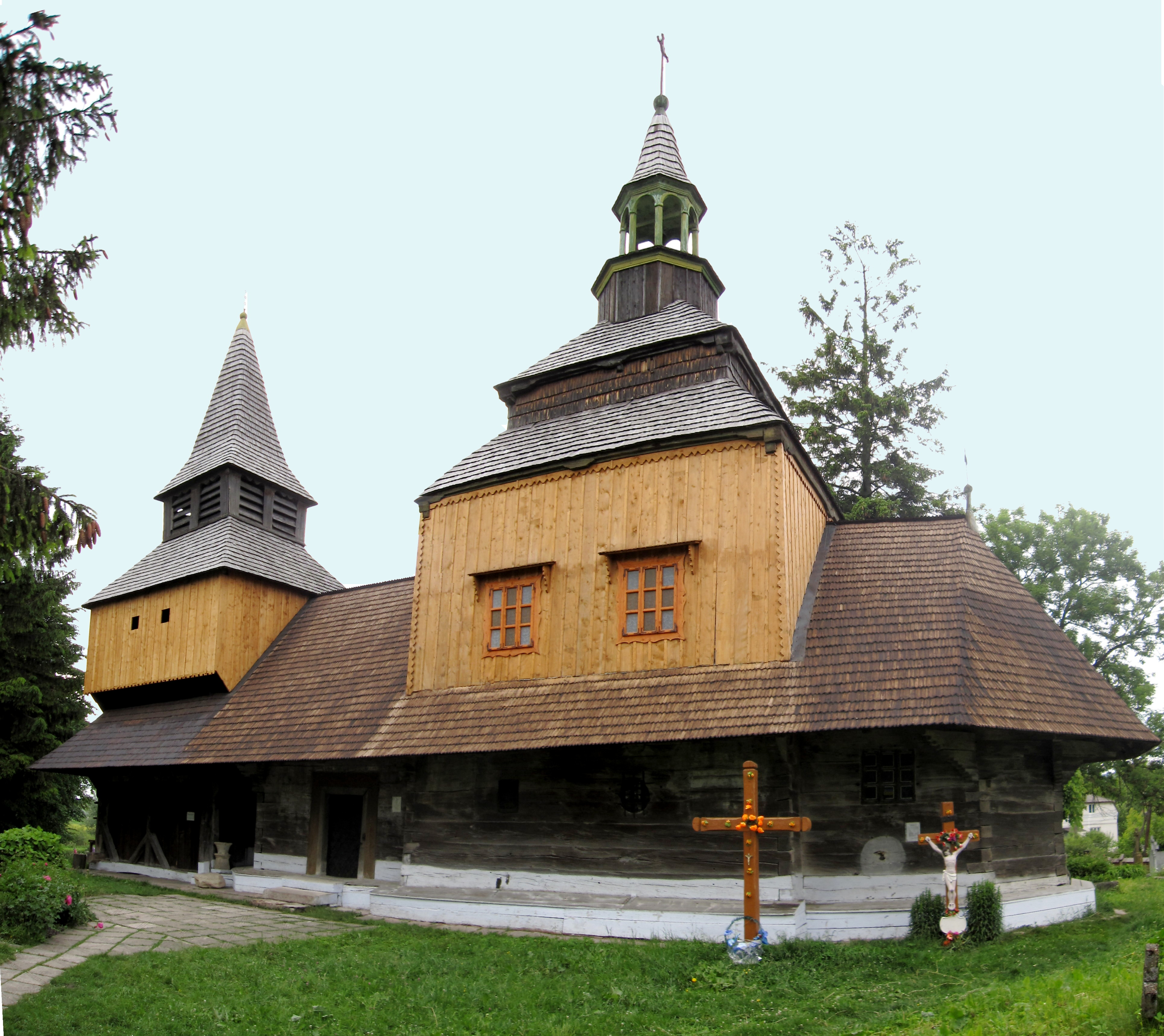
Gesamtansicht der Kirche (2009)

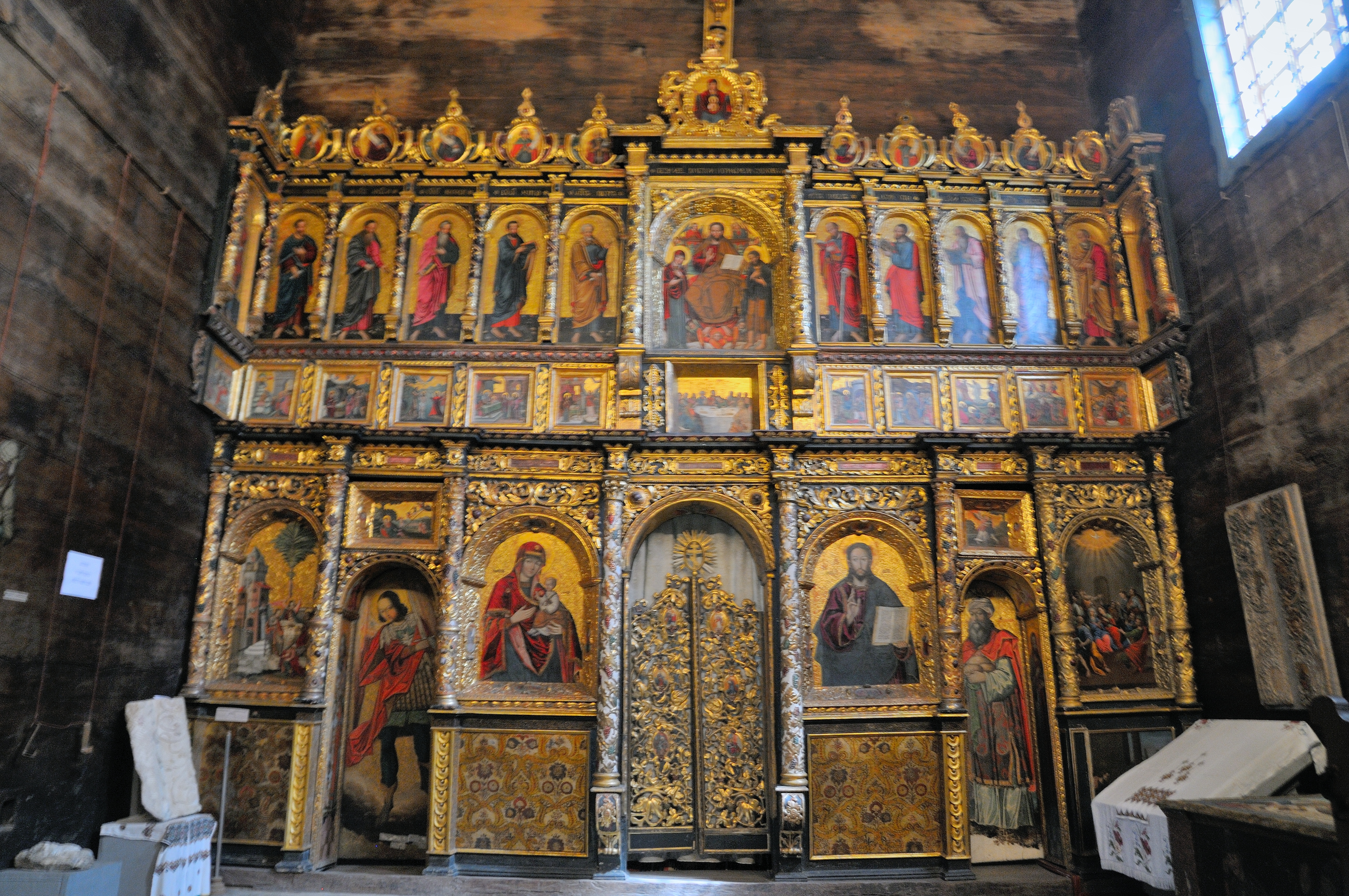
Ikonostase

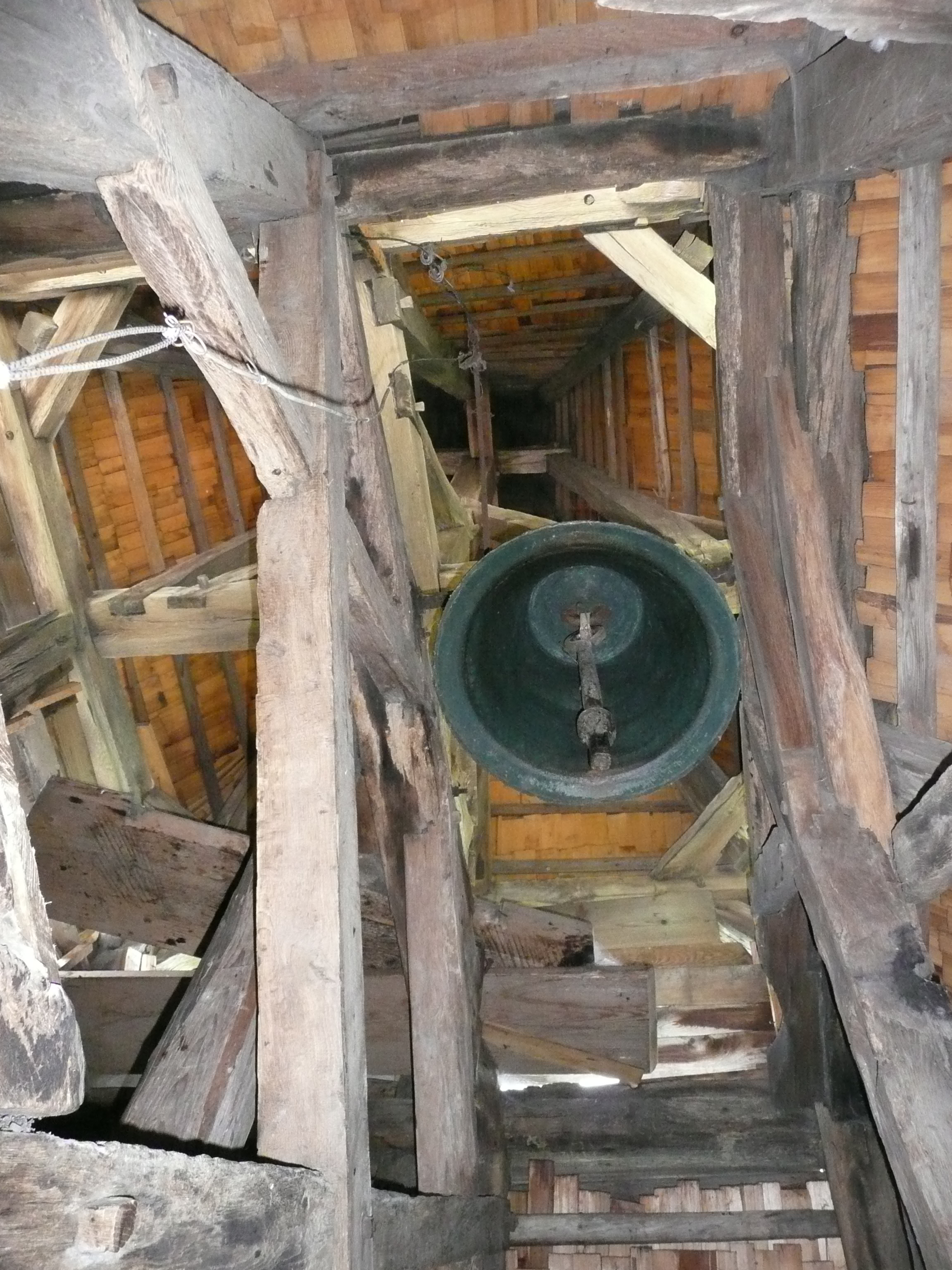
Aufhängung der Glocke

Die Heiliggeistkirche (ukrainisch Церква св. Духа Zerkwa sw. Ducha) ist eine Holzkirche in Rohatyn (Рогатин; Rajon Iwano-Frankiwsk) in der Oblast Iwano-Frankiwsk in der Ukraine. Das Baudenkmal von nationaler Bedeutung gehört zum grenzübergreifenden UNESCO-Welterbe „Holzkirchen der Karpatenregion“ und ist der Aussendung des Heiligen Geistes (Церква Зіслання Святого Духа) geweiht. Sie wird seit 1983 als Museum genutzt und gehörte zur orthodoxen Kirche der Ukraine (УПЦ).

## Lage
Die Kirche liegt am Flussufer im Westen der Stadt Rohatyn, etwa 60 Kilometer südöstlich von Lwiw (Lemberg) entfernt. Sie ist geostet.

## Geschichte
Die Kirche wurde 1598 erbaut und zuletzt 2008 renoviert. Die barocke Ikonostase stammt aus dem Jahr 1650 und ist eine der drei ältesten Ikonostasen des Landes.
Im August 1983 wurde das Museum für Holzarchitektur und Malerei als Zweigstelle des Regionalen Kunstmuseums von Iwano-Frankiwsk eröffnet. Die Kirche zählt zu den bedeutendsten Baudenkmalen des Landes und wurde 2010 mit sieben weiteren Holzkirchen in der Ukraine in die Tentativliste des Weltkulturerbes aufgenommen. Die Einschreibung erfolgte am 21. Juni 2013 gemeinsam mit acht weiteren Objekten der Ostkirchen in Polen.

## Beschreibung
Die Kirche gehört zum galizischen Typus der Holzkirchen, wie die ebenfalls zum Welterbe gehörende Paraskewi-Kirche in Radruż (Polen) und die Georgskirche in Drohobytsch, die Heiliggeistkirche in Potelytsch sowie die Dreifaltigkeitskirche in Schowkwa (alle Ukraine). Der Glockenturm erhebt sich über dem Eingang zur Kirche.

## Museum
Das Museum zeigt die barocke Ikonostase, Ikonen der ehemaligen Ikonostase vom Ende des 16. Jahrhunderts, weitere Ikonen des 18. und 19. Jahrhunderts aus Kirchen der Region Rohatyn sowie Skulpturen, Kerzenhalter und alte Drucke.